# Simen Bolkan Nordli
Simen Bolkan Nordli, né le 25 décembre 1999 à Elverum en Norvège, est un footballeur norvégien qui évolue au poste d'ailier gauche au Rosenborg BK.

## Biographie

### En club
Né à Elverum en Norvège, Simen Bolkan Nordli est formé au Ottestad IL (en), avant d'entamer sa carrière au Ham-Kam. Lors de la saison 2019, il inscrit 13 buts en deuxième division avec cette équipe, avec notamment trois doublés.
Le 2 janvier 2020, Simen Bolkan Nordli signe en faveur du Aalesunds FK, pour un contrat de trois ans. Nordli joue son premier match sous ses nouvelles couleurs le 16 juin 2020, lors de la première journée de la saison 2020 face au Molde FK. Il est titularisé au poste d'ailier gauche lors de cette rencontre perdue par les siens sur le score de quatre buts à un. Il inscrit à cette occasion son premier but en première division.
Nordli est élu joueur de l'année de deuxième division norvégienne en 2021, récompensant ainsi une saison où il inscrit dix buts et délivre vingt passes décisives en trente matchs de championnat.
En janvier 2023, Simen Bolkan Nordli prend la direction du Danemark afin de s'engager en faveur du Randers FC. En fin de contrat avec l'Aalesunds FK à la fin de l'année 2022, il rejoint librement le club danois. Le transfert est annoncé dès le 27 juillet 2022 et il signe un contrat de trois ans et demi, soit jusqu'en juin 2026,. Son choix de rejoindre le Randers FC est notamment motivé par une conversation avec Ståle Solbakken, qu'il connait bien.
Le 21 juillet 2025, Simen Bolkan Nordli quitte le Randers FC et fait son retour dans son pays natal en signant en faveur du Rosenborg BK pour un contrat courant jusqu'en décembre 2029. Il déclare lors de sa présentation officielle être un supporter du club depuis son enfance.

### En sélection
Avec les moins de 18 ans, il marque deux buts en novembre 2017, contre la Finlande et la Pologne.
Simen Bolkan Nordli représente ensuite l'équipe de Norvège des moins de 19 ans pour un total de sept matchs, tous en 2018, avec un but marqué. Il inscrit son seul but le 24 mars 2018, lors d'une rencontre remportée par son équipe face à l'Allemagne (2-5 score final). Avec cette sélection, il participe au championnat d'Europe des moins de 19 ans en 2018. Il joue quatre matchs dans cette compétition où les Norvégiens sont éliminés lors du round intermédiaire face à l'Angleterre (3-0 score final).
Le 7 juin 2019 Simen Bolkan Nordli joue son premier match avec l'équipe de Norvège espoirs face à la Suède. Il est titularisé lors de cette rencontre perdue par son équipe sur le score de trois buts à un.